# Salvatore Viale
 (novembre 2023).
Si vous disposez d'ouvrages ou d'articles de référence ou si vous connaissez des sites web de qualité traitant du thème abordé ici, merci de compléter l'article en donnant les références utiles à sa vérifiabilité et en les liant à la section « Notes et références ».
Salvatore Viale (Bastia, 6 septembre 1787 - 23 novembre 1861) est un écrivain, poète et magistrat corse, d'origine bastiaise et de lointaine ascendance génoise. Il est le premier auteur à utiliser la langue corse dans une œuvre d'importance littéraire, la Dionomachia. Formé aux idées libérales, il joua un rôle important dans la promotion de la culture corse traditionnelle et défendit la langue italienne en Corse, la revendiquant comme étant la langue culturelle historique de l'île.

## Éléments biographiques
Issu d'une famille de commerçants bastiais aisés, d'origine génoise, en effet, l'un de ses ancêtres, Benedetto, avait été gouverneur de Corse pour la république de Gênes. Salvatore Viale sera grandement influencé par son oncle Tommaso Prelà, medecin du pape Pie VII,.
Il reçut sa première éducation à Bastia puis son père Paolo Agostino, membre du conseil municipal de Bastia, l'envoya à Rome pour étudier la médecine où son compatriote, le prêtre Bonaventura Poletti, ami de Pasquale Paoli, l'accueille. Lors de son séjour à Rome, il se découvre une passion pour la littérature  et renonce à poursuivre ses études de médecine.
Il revient en Corse en 1805 à la suite du décès de son père puis il s'inscrit à l'université de Pise où il obtiendra une licence de droit en 1809. Peu de temps après il prête serment comme avocat au barreau de Bastia.
En 1811, il occupe la chaire d'éloquence au collège de Bastia, l'actuel collège Simon Vinciguerra.
À la chute de Napoléon Ier (1815), un gouvernement provisoire d'indépendance s'établit à Bastia qui pressa en vain les Anglais et le congrès de Vienne pour que la Corse soit séparée de la France par le rétablissement du Royaume anglo-corse. Viale y est pleinement impliqué et contribue à la rédaction des documents gouvernementaux, rédigés en italien. Il part en exil à Rome à la suite de la Restauration, qui reconfirme l'union de la Corse au royaume de France de Louis XVIII, se lie d'amitié avec l'éminent Raffaello Lambruschini, se rapproche des milieux libéraux italiens et poursuit la culture des études littéraires.
En 1816, il retourne en Corse, rappelé par le comte Alessandro Colonna d'Istria, procureur général du roi de France près la cour d'appel de Bastia, qui le nomme substitut du procureur près le tribunal correctionnel local.

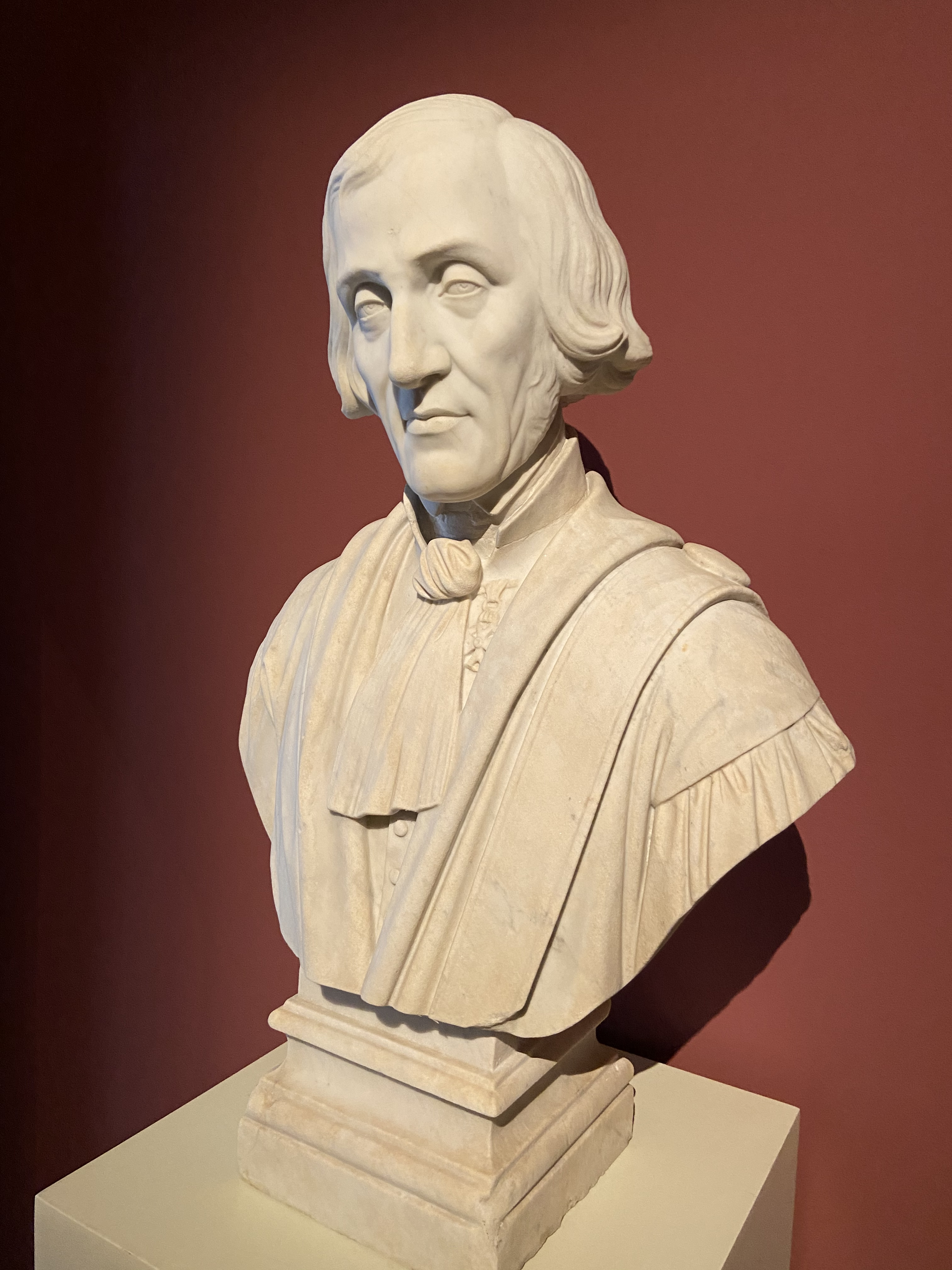
Buste de Salvatore Viale par le sculpteur Giuseppe Lazzarini (1864), musée de Bastia

En 1817, la première édition (cinq autres suivront tout au long du XIXe siècle) de ce qui est considéré comme son œuvre majeure, la Dionomachia (c'est-à-dire « la bataille de l'âne »), que Niccolò Tommaseo définit comme la composition la plus importante du genre héroïque-comique après La Secchia rapita d'Alessandro Tassoni. Il semble que l'œuvre – qui raconte avec un esprit aigu un affrontement tragi-comique entre les habitants de Lucciana et Borgo – était en développement avant 1813.
Salvatore Viale a employé la langue corse dans une œuvre littéraire, la Dionomachia (1817), qui contient le Sirinatu di Scapinu.
De 1819 à 1831, il est juge d'instruction du district de Bastia. Puis il démissionne de son poste pour poursuivre à plein temps son engagement dans le domaine culturel et littéraire, engagement qu'il poursuivait déjà durant l'activité judiciaire. En effet, avant même 1831, Viale s'était distingué par son engagement dans la restauration et la relance à Bastia de la Société centrale d'instruction publique, académie de promotion scientifique et littéraire.
Dans la période suivante il s'adonne au recueil de chants populaires de l'abondante tradition orale en langue corse. Entre 1838 et 1839, il collabore activement avec le philologue et patriote italien Niccolò Tommaseo qui, lors de son séjour en Corse, étudie la langue vernaculaire locale, qu'il définit comme l'une des plus pures et des plus adhérentes à la langue de Dante. Il continue à collaborer avec les cercles de l'Accademia della Crusca, entrelaçant entre autres un important échange de lettres avec son éditeur à Florence, Giovan Pietro Vieusseux.
En 1852, il quitte toute fonction judiciaire et se consacre à ses études jusqu'à sa mort, survenue à Bastia en 1861.
Libéral, il a joué un rôle majeur dans la récupération des traditions culturelles et nationales du peuple corse et a défendu l'italien comme langue culturelle de l'île.

## Œuvres
- Dei Principi delle Belle Lettere, Bastia, 1813 (2e éd. 1848)[7].
- Dionomachia, Bastia, 1817[1].
- Poesie Giocose, Bastia, 1817[1].
- Prose Giocose, Bastia et Paris, 1828.
- Prose serie, Bastia et Paris, 1828.
- Poesie serie, Bastia et Paris, 1828.
- Canzoni contadinesche in dialetto corso, Bastia[1].
- L'ultima vendetta, Bastia, 1837[1].
- Canti popolari corsi, Bastia, 1843[1].
- La sposa d'Abido, saggio di versi italiani e di canti popolari corsi, Bastia et Bruxelles, 1843[1].
- Novelle corse, Bastia et Trieste, 1846[1].
- Sopra lo stile della versione poetica dell'Iliade di Melchiorre Cesarotti
- Delle cagioni e degli effetti della moderna letteratura romanzesca, 1835
- Canti popolari corsi, Bastia, Fabiani, 1855[8]
- Componimenti in versi e in prosa, Vieusseux, Florence et Bastia, 1857[1].
- Dell'uso della lingua patria in Corsica, Florence, Vieusseux, 1858 (sur la langue italienne).
- Dell'uso dei costumi corsi, Florence et Bastia, Vieusseux, 1860.

## Publications
Chants corses
- Canti popolari corsi : con note, 2e éd. revue et augmentée de nouveaux vers italiens d'auteurs corses modernes, Bologne, A. Forni, 1984[9].

Correspondance
- Giovanni Pietro Vieusseux et Salvatore Viale, Le Dialogue des élites : correspondance, 1829-1847, éd. par Marco Cini ; notes trad. de l'italien par Jean Chiorboli, préface de Jacques Thiers, Ajaccio, Albiana, 1999[10].

Études
- Santu Casanova et al., Almanaccu di a Muvra, Bastia, 1933[1].
- Sabino Acquaviva, La Corsica : storia di un genocidio, Milan, Franco Angeli, 1987[11].
- Francesco Silvio Orlandini (éd.), Scritti in verso e in prosa di Salvatore Viale, Florence, Felice Le  Monnier, 1861[12].
- Eugène F.-X. Gherardi, "Esprit corse et romantisme. Notes et jalons pour une histoire culturelle", Ajaccio, Albiana, coll. Bibliothèque d’Histoire de la Corse, 2004[13].
- D. Diamilla Müller, Biografie Autografe ed Inedite, 1853, Turin, p. 352-356[14].
- Paul-Michel Villa, La maison des Viale, Paris, Presses de la Renaissance, 1985[15].

## Pour approfondir